# Natação nos Jogos Paralímpicos de Verão de 2012 - 100 m borboleta feminino
As competições de 100 metros borboleta feminino da natação nos Jogos Paralímpicos de Verão de 2012 foram disputadas entre os dias 30 de agosto e 2 de setembro no Centro Aquático de Londres, na capital britânica. Participaram desse evento atletas de 4 classes diferentes de deficiência.

## Medalhistas

### Classe S8
| Ouro   | USA Jessica Long      |
| Prata  | UKR Kateryna Istomina |
| Bronze | CHN Jiang Shengnan    |

### Classe S9
| Ouro   | RSA Natalie du Toit |
| Prata  | ESP Sarai Gascon    |
| Bronze | USA Elizabeth Stone |

### Classe S10
| Ouro   | NZL Sophie Pascoe    |
| Prata  | POL Oliwia Jablonska |
| Bronze | FRA Élodie Lorandi   |

### Classe S12
| Ouro   | POL Joanna Mendak   |
| Prata  | RUS Darya Stukalova |
| Bronze | GBR Hannah Russell  |

## S8

### Eliminatórias

#### Eliminatória 1
| Pos. | Raia | Atleta                | Tempo   | Notas |
| ---- | ---- | --------------------- | ------- | ----- |
| 1    | 3    | CHN Jiang Shengnan    | 1:15.24 | Q     |
| 2    | 4    | CHN Chen Zhonglan     | 1:15.48 | Q     |
| 3    | 5    | USA Amanda Everlove   | 1:15.82 | Q     |
| 4    | 2    | CAN Morgan Bird       | 1:21.58 |       |
| 5    | 7    | RUS Ksenia Sogomonyan | 1:21.61 |       |
| 6    | 6    | JPN Manami Nomura     | 1:22.00 |       |
| 7    | 1    | GER Julia Kabus       | 1:26.25 |       |

#### Eliminatória 2
| Pos. | Raia | Atleta                   | Tempo   | Notas |
| ---- | ---- | ------------------------ | ------- | ----- |
| 1    | 5    | UKR Kateryna Istomina    | 1:11.04 | Q     |
| 2    | 4    | USA Jessica Long         | 1:11.14 | Q     |
| 3    | 3    | CHN Lu Weiyuan           | 1:15.15 | Q     |
| 4    | 2    | AUS Maddison Elliott     | 1:15.30 | Q     |
| 5    | 6    | GER Stefanie Weinberg    | 1:19.54 | Q     |
| 6    | 7    | ITA Immacolata Cerasuolo | 1:23.21 |       |
| 7    | 1    | DEN Amalie Vinther       | 1:23.74 |       |
| 8    | 8    | CAN Camille Berube       | 1:39.53 |       |

### Final
| Pos.   | Raia | Atleta                | Tempo   | Notas               |
| ------ | ---- | --------------------- | ------- | ------------------- |
| Ouro   | 5    | USA Jessica Long      | 1:10.32 | Recorde paralímpico |
| Prata  | 4    | UKR Kateryna Istomina | 1:11.53 |                     |
| Bronze | 6    | CHN Jiang Shengnan    | 1:13.28 |                     |
| 4      | 7    | CHN Chen Zhonglan     | 1:14.53 |                     |
| 5      | 3    | CHN Lu Weiyuan        | 1:15.05 |                     |
| 6      | 2    | AUS Maddison Elliott  | 1:15.06 | Recorde da Oceania  |
| 7      | 8    | GER Stefanie Weinberg | 1:16.88 |                     |
| 8      | 1    | USA Amanda Everlove   | 1:18.56 |                     |

## S9

### Eliminatórias

#### Eliminatória 1
| Pos. | Raia | Atleta                 | Tempo   | Notas |
| ---- | ---- | ---------------------- | ------- | ----- |
| 1    | 3    | USA Elizabeth Stone    | 1:11.19 | Q     |
| 2    | 4    | ESP Sarai Gascon       | 1:11.45 | Q     |
| 3    | 5    | GBR Stephanie Millward | 1:12.32 | Q     |
| 4    | 6    | IRL Ellen Keane        | 1:13.15 | Q     |
| 5    | 2    | CHN Cai Yuqingyan      | 1:15.79 |       |
| 6    | 7    | TRI Shanntol Ince      | 1:25.50 |       |

#### Eliminatória 2
| Pos. | Raia | Atleta                | Tempo   | Notas |
| ---- | ---- | --------------------- | ------- | ----- |
| 1    | 4    | RSA Natalie du Toit   | 1:09.94 | Q     |
| 2    | 6    | GBR Claire Cashmore   | 1:13.26 | Q     |
| 3    | 2    | POL Paulina Woźniak   | 1:13.56 | Q     |
| 4    | 5    | AUS Ellie Cole        | 1:14.37 | Q     |
| 5    | 3    | RUS Irina Grazhdanova | 1:14.50 |       |
| 6    | 7    | CAN Katarina Roxon    | 1:18.61 |       |

### Final
| Pos.   | Raia | Atleta                 | Tempo   | Notas              |
| ------ | ---- | ---------------------- | ------- | ------------------ |
| Ouro   | 4    | RSA Natalie du Toit    | 1:09.30 |                    |
| Prata  | 3    | ESP Sarai Gascon       | 1:09.79 | Recorde europeu    |
| Bronze | 5    | USA Elizabeth Stone    | 1:10.10 | Recorde da América |
| 4      | 8    | AUS Ellie Cole         | 1:10.40 | Recorde da Oceania |
| 5      | 6    | GBR Stephanie Millward | 1:12.01 |                    |
| 6      | 1    | POL Paulina Woźniak    | 1:12.52 |                    |
| 7      | 2    | IRL Ellen Keane        | 1:14.04 |                    |
| 8      | 7    | GBR Claire Cashmore    | 1:14.56 |                    |

## S10

### Eliminatórias

#### Eliminatória 1
| Pos. | Raia | Atleta                      | Tempo   | Notas |
| ---- | ---- | --------------------------- | ------- | ----- |
| 1    | 5    | POL Oliwia Jablonska        | 1:11.11 | Q     |
| 2    | 6    | AUS Katherine Downie        | 1:11.37 | Q     |
| 3    | 4    | FRA Élodie Lorandi          | 1:11.39 | Q     |
| 4    | 3    | GBR Gemma Almond            | 1:14.07 | Q     |
| 5    | 2    | CAN Brianna Jennett-McNeill | 1:20.53 |       |

#### Eliminatória 2
| Pos. | Raia | Atleta                              | Tempo   | Notas |
| ---- | ---- | ----------------------------------- | ------- | ----- |
| 1    | 4    | NZL Sophie Pascoe                   | 1:04.97 | Q     |
| 2    | 6    | RUS Nina Ryabova                    | 1:09.13 | Q     |
| 3    | 5    | USA Anna Eames                      | 1:11.61 | Q     |
| 4    | 3    | ESP Isabel Yinghua Hernández Santos | 1:13.19 | Q     |
| —    | 2    | RSA Shireen Sapiro                  | DNS     |       |

### Final
| Pos.   | Raia | Atleta                              | Tempo   | Notas           |
| ------ | ---- | ----------------------------------- | ------- | --------------- |
| Ouro   | 4    | NZL Sophie Pascoe                   | 1:04.43 | Recorde mundial |
| Prata  | 3    | POL Oliwia Jablonska                | 1:08.55 | Recorde europeu |
| Bronze | 2    | FRA Élodie Lorandi                  | 1:09.08 |                 |
| 4      | 5    | RUS Nina Ryabova                    | 1:09.13 |                 |
| 5      | 6    | AUS Katherine Downie                | 1:10.20 |                 |
| 6      | 7    | USA Anna Eames                      | 1:10.57 |                 |
| 7      | 1    | ESP Isabel Yinghua Hernández Santos | 1:11.97 |                 |
| 8      | 8    | GBR Gemma Almond                    | 1:13.24 |                 |

## S12
| Pos.   | Raia | Atleta                     | Tempo   | Notas |
| ------ | ---- | -------------------------- | ------- | ----- |
| Ouro   | 4    | POL Joanna Mendak          | 1:06.16 |       |
| Prata  | 5    | RUS Darya Stukalova        | 1:06.27 |       |
| Bronze | 3    | GBR Hannah Russell         | 1:08.57 |       |
| 4      | 6    | ESP Carla Casals           | 1:10.44 |       |
| 5      | 8    | VEN Belkys Mota            | 1:14.19 |       |
| 6      | 1    | ESP Amaya Alonso           | 1:12.85 |       |
| 7      | 2    | GER Naomi Maike Schnittger | 1:16.70 |       |
| 8      | 7    | UKR Yaryna Matlo           | 1:17.49 |       |

Legenda
| Recorde mundial      | Recorde mundial (World record)               |                       | Recorde africano                      | Recorde africano (African) |                                           | Q | Classificado por posição (Qualified) |
| Recorde paralímpico  | Recorde paralímpico (Paralympic record)      | Recorde da América    | Recorde da América (Americas)         | q                          | Classificado por melhor tempo (Qualified) |   |                                      |
| Melhor marca do ano  | Melhor marca do ano (World leading)          | Recorde asiático      | Recorde asiático (Asian)              | DNS                        | Não largou (Did not start)                |   |                                      |
| Recorde nacional     | Recorde nacional (National record)           | Recorde europeu       | Recorde europeu (European)            | DNF                        | Não terminou (Did not finish)             |   |                                      |
| Recorde pessoal      | Recorde pessoal do atleta (Personal best)    | Recorde da Oceania    | Recorde da Oceania (Oceania)          | DSQ / DQ                   | Desclassificado (Disqualified)            |   |                                      |
| Recorde da temporada | Recorde da temporada do atleta (Season best) | Recorde sul-americano | Recorde sul-americano (South America) | NM                         | Sem marca (No mark)                       |   |                                      |